# حمله ۲۰۱۸ به جنوب سوریه
حمله ۲۰۱۸ به جنوب سوریه (به عربی: هجوم جنوب سوريا 2018) تحت عنوان عملیات کدگذاری شدهٔ بازلت در جنوب غربی سوریه به وقوع پیوست. این حملهٔ نظامی توسط ارتش سوریه و متحدانش علیه شورشیان و داعش صورت گرفت. این جنگ با یک حملهٔ غافلگیرانه در منطقه ای از استان درعا که تحت کنترل شورشیان بود، به منظور شکست خط مقاومت شورشیان و تضعیف روحیه آنان آغاز شد و بخش عمده ای از این حملات در منطقه جنوب غربی سوریه انجام شد.

## پیش زمینه
شهر درعا به عنوان "مهد انقلاب شناخته شده‌است. شکنجه و قتل جوانان در شهر درعا، یکی از اتفاق‌های مشخصی شده بود که منجر به جنبش‌های اعتراضی علیه دولت بشار اسد در سال ۲۰۱۱ گردید. از این رو تحلیلگران باور دارند که دستگیری شورشیان توسط دولت می‌توانست یک پیروزی مهم و سمبلیک علیه شورشیان باشد و همچنین موجب تقویت قدرت دولت در مناطق جنوبی سوریه می‌گردد. بنابر گزارش سازمان ملل متحد، حدود ۷۵۰۰۰۰ غیرنظامی قبل از وقوع جنگ در منطقه زندگی می‌کرده‌اند.
این حمله در سال ماه می ۲۰۱۷ در یکی از منطقه‌هایی انجام شد که طبق توافق ایران، روسیه و ترکیه تنش زدایی شده بود. در ماه جولای همان سال، ایالت متحده آمریکا، روسیه و اردن توافقاتی را مبی بر آتش‌بس در مناطق درعا، قتیطره و سویدا اعلام کردند. واشینگتن گزارش کرده بود که با هر نوع واکنشی که این توافق را نقض کند، جدا برخورد خواهد کرد، هرچند که نیروهای آمریکایی هیچ واکنشی را برای متوقف کردن حمله انجام ندادند.

## تهاجم
در ۱۸ ژوئن، شبانه ارتش سوریه چندین مزرعه نزدیک الحریره و مسقط را تصرف کرد. نیروهای دولتی همچنین به شهرهایی مانند بصری الشام که تحت کنترل مخالفان بودند، حمله کردند. این حملات بر روی شورشیانی متمرکز بود که در شهرها قدرت یافته بودند. گزارش شده‌است که اولین فاز حملات دولتی بر قسمت شرقی درعا و تصرف گذرگاه مرزی نصیب تمرکز داشته‌است. در حالی که ارتش سوریه حملاتی را ترتیب داده بود، نیروهای شورشی با حمله به استان سویدا برای عدم موفقیت تهاجمات تلاش می‌کردند که توسط نیروهای دولتی دفع شد.
در ۲۵ ژوئیه، با هدف آسیب رساندن به غیر نظامیان تعدادی حملات انتحاری توسط داعش در اطراف شهر و استان سویدا (تحت کنترل نیروهای دولتی) صورت گرفت که بیش از ۲۰۰ کشته بر جای گذاشت.

## واکنش‌ها

### بین‌المللی
- سازمان ملل متحد: دفتر هماهنگی امور انسان دوستانه سازمان ملل متحد (OCHA) اظهار کرد که این سازمان نگران گزارش‌های شدید در رابطه با خشونت در شهر درعا است که به غیرنظامی‌ها آسیب وارد شده و موجب آواره شدن صدها خانواده می‌گردد.[۶۱]آنتونیو گوترش، با تنظیم بیانیه ای خواستار توقف فوری این حمله ارتش شد و از تمامی گروه‌های سهیم در این حمله خواست به تعهدات بین‌المللی از جمله حفاظت از شهروندان و زیر ساخت‌های غیرنظامی احترام بگذارند.[۶۲]
- ، اتحادیه اروپا نقض آتش‌بس برقرار شده در منطقه درعا را که مبنی بر توافق‌نامه «آستانه» بود، محکوم کرد و به منظور جلوگیری از وقوع یک بحران انسانی در درعا از دولت سوریه و متحدانش خواست تا درگیری‌ها را متوقف کنند.[۶۲]

### کشورها
- ، نماینده آمریکا در سازمان ملل متحد، نیکی هیلی گفت دولت سوریه باید نقض آتش‌بس در مناطق جنوبی سوریه را متوقف کند. او همچنین افزود روسیه در نهایت مسیولیت هرگونه هرج و مرج‌های بیشتری را در سوریه خواهد پذیرفت.[۶۳]
- ، نخست‌وزیر اسرائیل بنیامین نتانیاهو قبل از عزیمت برای دیدار با مقامات روسیه گفت: اسرائیل مشکلی با اسد ندارد اما توافق نامهٔ آتش‌بس باید مورد حمایت قرار گیرد.[۶۴]
- ، حسین سلامی جانشین فرمانده کل سپاه پاسداران انقلاب اسلامی ایران طی یک سخنرانی گفت ایجاد «ارتش اسلامی» به اسرائیل پایان خواهد داد و به ارتفاعات جولان حمله خواهد کرد.[۶۵]